# Moai
MOAI — свободно распространяемый игровой движок, предназначенный для написания компьютерных игр на языках C++ и Lua. Распространяется по лицензии CPAL.
Является кроссплатформенным, поддерживает Windows, macOS, Linux, iOS, Android и Native Client.

## Особенности
Moai SDK использует для вывода графики OpenGL. Для написания игровой логики используется язык Lua, для написания участков, критичных по производительности, может быть использован язык C++, позволяет также подключать сторонние C++ библиотеки. Поддерживает работу с Moai Cloud — облачным сервисом, предназначенным для размещения серверов Moai-игр, также написанных на Lua.
Moai не предназначен для освоения разработки игр начинающими программистами, этот движок имеет несколько более крутую кривую обучения.

## Игры на MOAI
- Broken Age (Double Fine Adventure)
- Invisible, Inc.
- The Franz Kafka Videogame